# Марк Фульвий Курв Петин
Марк Фульвий Курв Петин (лат. Marcus Fulvius Curvus Paetinus) — консул-суффект 305 до н. э., избранный на место погибшего Тиберия Минуция Авгурина.
По одной из версий, приведенной Ливием, консул 305 до н. э. Тиберий Минуций Авгурин пал в битве с самнитами, а на его место был избран Марк Фульвий. Прибыв к войску Минуция, он захватил Бовиан, после чего со своим коллегой отпраздновал триумф. В том же году консулы отбили Сору, Арпин и Цезеннию.